# Cheilanthes welwitschii
Cheilanthes welwitschii là một loài dương xỉ trong họ Pteridaceae. Loài này được Hook. ex Baker mô tả khoa học đầu tiên năm 1874.
Danh pháp khoa học của loài này chưa được làm sáng tỏ. 